# Drosophila neokadai
Drosophila neokadai är en tvåvingeart som beskrevs av Kaneko och Hajimu Takada 1966. Drosophila neokadai ingår i släktet Drosophila och familjen daggflugor.
Artens utbredningsområde är Japan.